# Makro
Makro é uma rede atacadista dos Países Baixos fundada em 1968 pela SHV Holdings , em Amsterdã, nos Países Baixos. Nos anos seguintes, lojas foram abertas tanto nos Países Baixos quanto em diversos outros países europeus. Nas décadas de 1970 e 1980, o Makro expandiu sua atuação para outros continentes, com a abertura de lojas na África do Sul, na Ásia e nas Américas.
A operação nos EUA e na África do Sul foram vendidas ainda nas décadas de 1980 e 1990. Em 1998, a SHV Holdings vendeu a operação europeia da rede à alemã Metro AG, enquanto manteve as lojas na América do Sul e na Ásia. Posteriormente, as operações no continente asiático foram gradualmente cindidas da rede e vendidas a terceiros.
No Brasil, a empresa estava, até 2020, presente em vinte e três estados e no Distrito Federal, com um total de 62 lojas. Em 2013, foi a oitava maior empresa varejista do país (considerando que também vende ao consumidor final), segundo ranking do Instituto Brasileiro de Executivos de Varejo e Mercado de Consumo (Ibevar). No ranking nacional da Associação Brasileira de Atacadistas e Distribuidores de Produtos Industrializados (ABAD), o Makro se encontrava entre as cinco maiores empresas do ramo em operação no país.
Em 2023, a empresa encerrou suas atividades de suas últimas lojas em funcionamento após 50 anos, vendendo o restante dos ativos para o Grupo Muffato, Grupo Savegnago e Grupo Pereira.

## Empresa

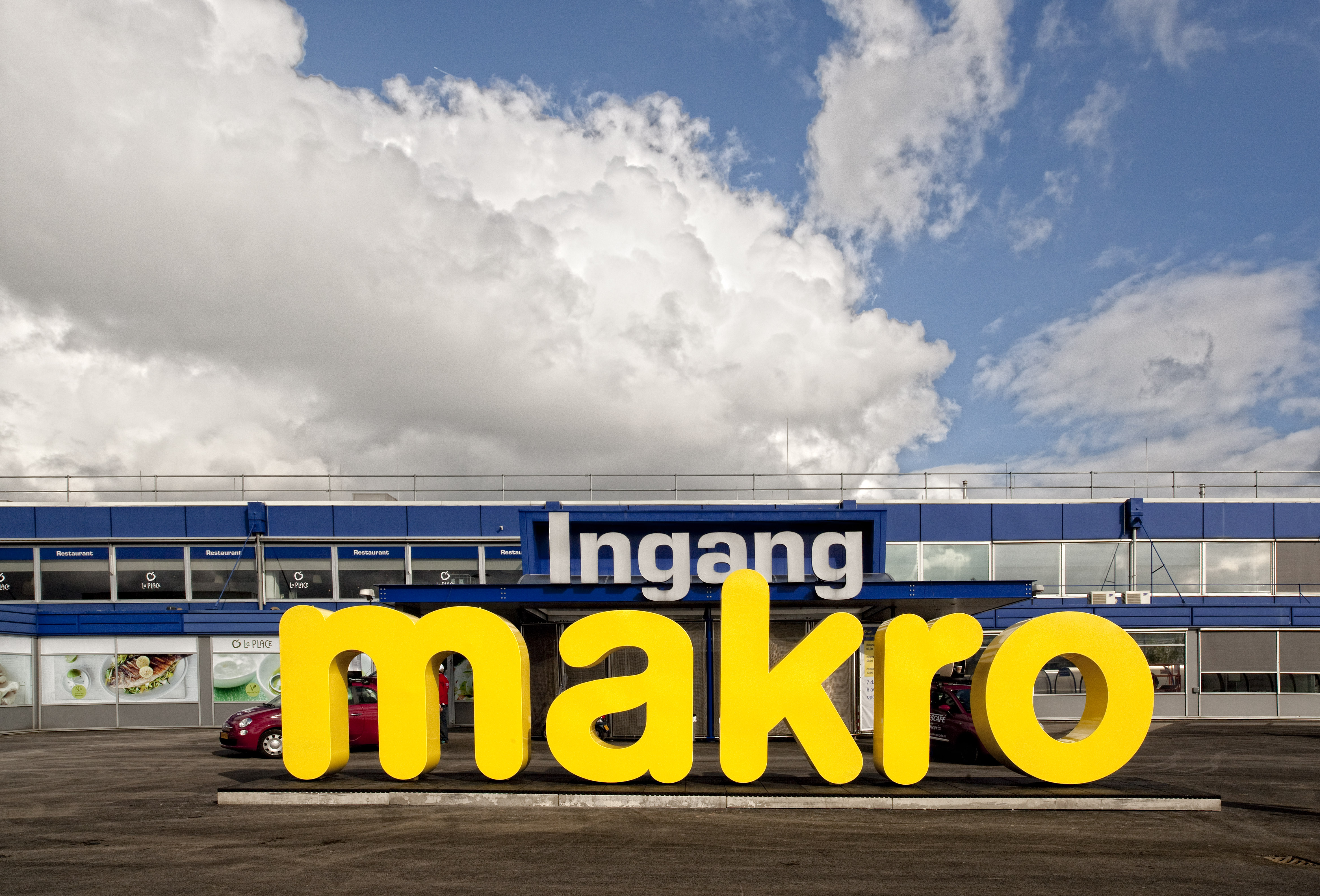
Loja Makro em Amsterdam, capital dos Países Baixos.

### Propriedade na Europa
As lojas europeias foram adquiridas em 1998 pela Metro AG, fundada em 1964. Fora da Europa, a SHV Holdings N.V. é a detentora das lojas.

## Makro em Portugal
A Makro chegou a Portugal em 1989 e abriu a sua primeira loja em Alfragide, nos arredores de Lisboa, em 1990. Atualmente conta com dez lojas nos principais centros urbanos e económicos do país e emprega cerca de mil e duzentas pessoas. A rede tem planos para abrir mais lojas no futuro e marcar presença na grande maioria dos distritos e regiões portuguesas.

### Lojas em Portugal
- Alfragide (Região de Lisboa e Vale do Tejo - Distrito de Lisboa)
- Albufeira (Região do Algarve - Distrito de Faro)
- Braga (Região do Norte - Distrito de Braga)
- Cascais (Região de Lisboa e Vale do Tejo - Distrito de Lisboa)
- Coimbra (Região do Centro - Distrito de Coimbra)
- Faro (Região do Algarve - Distrito de Faro)
- Leiria (Região do Centro - Distrito de Leiria)
- Matosinhos (Região do Norte - Distrito do Porto)
- Palmela (Região de Lisboa e Vale do Tejo - Distrito de Setúbal)
- Vila Nova de Gaia (Região do Norte - Distrito do Porto)

## Makro no Brasil

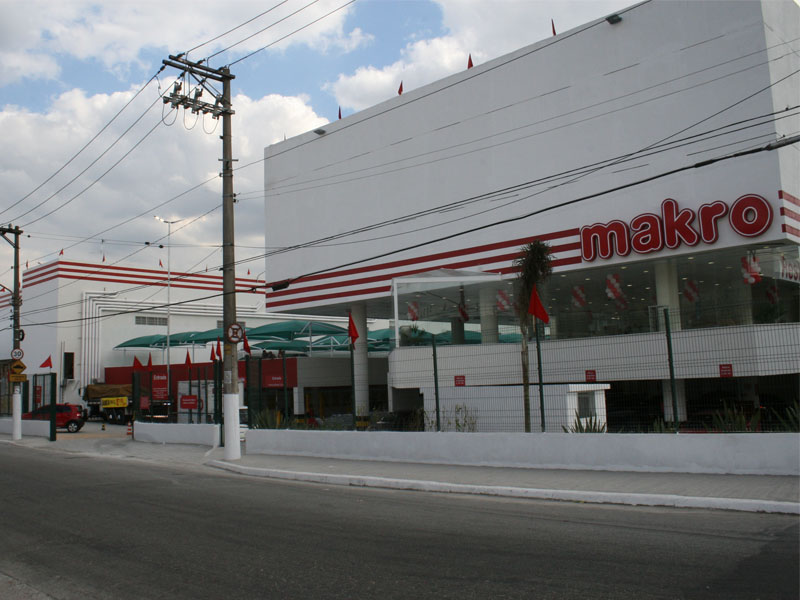
Unidade Makro localizada na cidade de São Paulo.

O Makro esteve presente no Brasil entre os anos de 1972 até 2023. A rede instalou sua primeira loja no país na cidade de São Paulo, no bairro da Vila Guilherme. Em 2020, a rede varejista Carrefour adquiriu 30 lojas da Makro, visando aumento na participação de mercado do Atacadão. A aquisição custou R$ 1,95 bilhão de reais ao Carrefour e incluiu no pacote 14 postos de gasolina. A transição permitirá a expansão da presença do Atacadão no Rio de Janeiro e no Nordeste.
Em 2022, a rede vendeu mais 16 lojas e 11 postos de combustíveis para o Grupo Muffato.
Em 2023, 3 lojas foram compradas pelo Grupo Savegnago e 1 pelo Grupo Pereira. O atacadista encerrou suas atividades no país em julho do mesmo ano.

### Lojas no Brasil (histórico)
A Makro esteve presente nas cinco regiões do Brasil.